# Philipp Malicsek
Philipp Malicsek (ur. 3 czerwca 1997 w Wiedniu) – austriacki piłkarz grający na pozycji pomocnika w Rapidzie Wiedeń.

## Kariera klubowa
Malicsek rozpoczął karierę w ASC Götzendorf, skąd trafił do Admiry Wacker Mödling. W kwietniu 2014 podpisał trzyletni kontrakt z pierwszą drużyną tego klubu, w której zadebiutował 1 listopada 2014 w przegranym 0:2 meczu z Red Bullem Salzburg. W czerwcu 2016 podpisał trzyletni kontrakt z Rapidem Wiedeń. W klubie tym zadebiutował 26 października 2016 w wygranym 4:0 meczu ⅛ finału Pucharu Austrii z FC Blau-Weiß Linz. W grudniu 2017 został wypożyczony do końca sezonu do SKN St. Pölten. Po zakończeniu sezonu wrócił do Rapidu.

## Kariera reprezentacyjna
Grał w młodzieżowych reprezentacjach Austrii od U-16 do U-21.

## Życie osobiste
Jest kibicem klubu FC Barcelona, a jego ulubionymi piłkarzami są Toni Kroos i Eden Hazard. Jego brat Lukas również jest piłkarzem.